# Marfà
Marfà és una masia i antic castell del terme municipal de Castellcir, a la comarca catalana del Moianès. Centra l'enclavament de la Vall de Marfà, antiga parròquia de Sant Pere de Marfà, que tingué ajuntament propi entre el 1812 i el 1827, abans d'unir-se en primera instància amb Santa Coloma Sasserra i després, el 1847, amb Castellcir.
Està situada ben bé al mig d'aquest enclavament, a l'esquerra de la Riera de Marfà. És a l'extrem nord-est del Serrat dels Llamps. Al costat nord-est de la masia hi ha l'església de Sant Pere de Marfà, que tenia caràcter parroquial.
Mas antiquíssim, sembla estar construït damunt les restes d'un castell, citat el 939, que duia el mateix nom. Consta ja en relacions de castells del 1050. La masia, gran i amb nombrosos detalls que remeten a les diverses èpoques en què va anar sent construïda, està coberta a doble vessant i encarada a migdia, amb una galeria exterior de gran vistositat. Té lliça a la part davantera. També rebé el nom de mas l'Alzina, segons alguns autors, si bé segons d'altres el mas l'Alzina és un dels noms antics del Xei.
A la masia de Marfà establí el seu quarter general Antoni Desvalls i de Vergós, Marquès del Poal, cap de l'exèrcit català de l'interior, el 1714. Des d'aquest lloc aquest militar, amb les seves tropes bàsicament formades per voluntaris i miquelets, es desplaçà a les nombroses confrontacions que mantingué amb l'exèrcit borbònic a les comarques del Bages, Berguedà, Lluçanès, Moianès i Osona, principalment, la més destacada de les quals fou l'agost del 1714 a Talamanca, on es lliurà la batalla de Talamanca.
Durant la Guerra del Francès, Marfà fou en més d'una avinentesa refugi dels moianesos que fugin de l'arribada de les tropes napoleòniques; així mateix ho fou durant les Guerres carlines, al llarg del segle xix. Precisament durant la primera d'aquestes guerres, el 9 d'octubre del 1839, moriren en l'assalt dels carlins a Moià Francesc i Isidre Marfà, pare i fill, pagesos hereus del mas. La propietat passà a la filla de Francesc Marfà, qui la llegà al seu nebot, Isidre Casamitjana i Marfà, pagès hereu del mas Casamitjana de Moià. La filla del darrer, que es casà amb Antoni de Rocafort, hereu del mas de Rocafort, de Sant Feliuet de Terrassola D'aquesta manera, Marfà i les seves possessions a la vall (el Coll, les Vinyes i el Molí de Marfà, s'integraren en les extenses possessions dels de Rocafort, consistent en una dotzena de masos i diverses cases a Artés, Barcelona, Manresa, Moià i Vic.
Allunyat del conreu directe de la terra, el darrer de Rocafort, Ramon, fou molt actiu en els camps de la indústria i de la política: fou alcalde d'Artés, diputat provincial i diputat a Corts, de Madrid. Mort sense descendència, la seva herència passà a mans de la família de Torrents, que després del 1939 s'anà venent el patrimoni. Anà a parar a mans, així, de la família terrassenca que encara en són propietaris el 2013. Hi hagué masovers fins a la dècada dels seixanta del segle xx, i més tard s'ha mantingut la casa en bon estat, malgrat no residir-hi de forma continuada ningú.
S'arriba a Marfà per diversos camins. D'una banda, la pista rural en força bon estat que enllaça per la vall de la Golarda el poble de Monistrol de Calders amb la vila de Moià. Marfà equidista de les dues poblacions, a uns 5 quilòmetres de cadascuna d'elles. De l'altra, la pista rural que des del Pont de la Fàbrega, al límit dels termes de Moià i Castellterçol, segueix aigües avall el torrent de la Fàbrega, i mena a les Feixes Roges, a llevant de Marfà, i a la casa que centra la Vall de Marfà també en uns 5 quilòmetres de recorregut.